# Hallo Janine
Hallo Janine ist ein deutscher Revuefilm von Carl Boese aus dem Jahr 1939.

## Handlung
Janine ist eine Revuetänzerin im Moulin Bleu, das vom Star Yvette dominiert wird. Gerne würde der Leiter des Moulin Bleu Janine eine Chance geben, ihr Talent in größeren Rollen zu zeigen, doch will Yvette keine Konkurrenz neben sich sehen. Yvette jedoch geht auf große Tournee, in der Janine nicht vorgesehen ist. Sie hat andere Pläne: Ihre Freundin Charlotte ist tief getroffen, weil ihr Freund Graf René de Batier sie ohne einen Grund sitzen gelassen hat und sie nun in der Zeitung liest, dass er Teilhaber des Musikverlags Pamion geworden ist. Janine verspricht, sich für Charlotte an René zu rächen. Sie will ihn verführen und am Ende genauso sitzen lassen, wie René es mit Charlotte gemacht hat.
Janine begibt sich zum Ehepaar Pamion, wo sie im Dienstmädchen Bouboule eine ehemalige Kollegin wiedertrifft. Bouboule macht sich einen Spaß daraus, Janine als Marquise anzukündigen, und das Ehepaar lädt sie zum Abendessen ein, bei dem auch Graf René erscheinen soll. Janine gibt vor, den Grafen bereits seit frühester Kindheit zu kennen.
Graf René ist ausgegangen, um die Frauen von Paris besser kennenzulernen. Er ist fremd in der Stadt und trifft in einer Bar den talentierten, aber erfolglosen Komponisten Pierre, mit dem er spontan den Schlager Ich brauche keine Millionen vervollständigt. In einer Sektlaune planen beide, ihre Rollen zu tauschen, sodass Pierre sich als René de Batier selbst bei Pamion bewerben kann. René wiederum will in der Zeit den Komponisten Pierre spielen. Beide tauschen ihre Wohnungen. Auf der Feier des Ehepaars Pamion trifft Janine nun auf Pierre, der sich als René ausgibt. Janine tut so, als würden sich beide schon lange kennen und Pierre, der nicht weiß, dass sie blufft, spielt das Spiel mit. Janine bringt ihn dazu, sich mit ihr zurückzuziehen, geht aber erbost, als Pierre mehrfach beteuert, er kenne keine Charlotte. Pierre hat am Abend einige Stücke seiner Revue gespielt und Janine erkennt, dass sie mit diesen Stücken ihren Durchbruch als Revuestar feiern könnte. Sie begibt sich am nächsten Tag zu Pierres Wohnung, in der jedoch René wohnt. Beide verlieben sich und René übergibt Janine die Revue mit dem handschriftlichen Vermerk, dass nur Janine die Hauptrolle spielen dürfe.
Janine wird in der Hauptrolle besetzt, doch reagiert Yvette entsetzt. Als Janine bei René eingeladen ist, erscheint plötzlich Charlotte und ist enttäuscht, da Janine ihren ehemaligen Freund verführt hat. Janine ist wie vor den Kopf gestoßen und auch René ist verärgert, da er Janine am gleichen Tag seine wahre Identität verraten wollte. Als René als vermeintlicher Pierre vom Moulin Bleu aufgefordert wird, seine Revue auch zu dirigieren, tauschen René und Pierre wieder ihre Rollen. Pierre erscheint im Revuetheater und wird prompt von Yvette umgarnt, die ihm das Versprechen abnimmt, statt Zweitbesetzung der Hauptrolle nun der eigentliche Star zu werden. Janine wird nun als zweite Besetzung der Hauptrolle verpflichtet und ist empört. René wiederum weiß, dass er einen Fehler begangen hat und engagiert für den Premierenabend mehrere Dutzend Claqueure, die Yvette bei ihrem Auftrag ausbuhen sollen. Alle warten nur auf sein Zeichen, um es ihm nachzumachen. Am Abend der Premiere erscheint kurz vor Beginn des Stücks Janine auf der Bühne und weigert sich, zu gehen. Sie will die einst versprochene Hauptrolle spielen und beschwert sich lauthals über die Machenschaften von Yvette. René hört sie hinter der Bühne und ruft halblaut „Hallo Janine“. Die Claqueure machen es ihm prompt nach und bald stimmt das ganze Publikum ein. Hinter der Bühne wird nun eilig Janine als Hauptdarstellerin hergerichtet und glänzt anschließend in der Revue als Tänzerin und Sängerin. Nach der Vorstellung treffen sich René und Janine in der Garderobe wieder und fallen sich verliebt in die Arme.

## Produktion
Hallo Janine wurde vom 8. März bis 12. April 1939 in Babelsberg gedreht. Von der Zensur erhielt er am 27. Mai 1939 ein Jugendverbot und erlebte am 1. Juli 1939 im Ufa-Palast in Hamburg seine Premiere. Berliner Erstaufführung war am 11. Juli 1939.
Im Film sind verschiedene Lieder zu hören, die Peter Kreuder komponierte und zu denen Hans Fritz Beckmann den Text schrieb:
- Musik, Musik, Musik (Ich brauche keine Millionen)
- Lerne lieben ohne zu weinen
- Auf dem Dach der Welt, da steht ein Storchennest
- Ein zwei, drei, vier, fünf, sechs, sieben

## Kritik
Der film-dienst nannte Hallo Janine ein „sympathisch unterhaltendes Revue-Lustspiel, naiv und voller Pathos, doch flott inszeniert und gut gespielt.“
Cinema befand, dass die Komödie „mit ihrem Pathos und den braven Tanzeinlagen […] heute eher unfreiwillig schrill [wirkt], damals war sie ein Kassenhit. […] Fazit: Beschwingtes, altdeutsches Singspiel“.